# The Infernal Triangle
The Infernal Triangle est un film américain réalisé par Gordon Douglas et sorti en 1935.

## Synopsis
inconnu.

## Fiche technique
- Titre : The Infernal Triangle
- Réalisation : Gordon Douglas
- Chef opérateur : Francis Corby
- Producteur : Hal Roach
- Distribution : Metro-Goldwyn-Mayer
- Genre : Comédie
- Durée : 20 minutes
- Date de sortie : 
  - États-Unis : 17 août 1935

## Distribution
- Phyllis Barry
- John Warburton
- John Williamson